# Gare de Wetteren
La gare de Wetteren (en néerlandais : station Wetteren) est une gare ferroviaire belge de la ligne 50, de Bruxelles-Nord à Gand-Saint-Pierre, située sur le territoire de la commune de Wetteren, dans la province de Flandre-Orientale en Région flamande.
Elle est mise en service en 1837 par l'administration des chemins de fer de l'État belge. C'est une gare de la Société nationale des chemins de fer belges (SNCB) desservie par des trains InterCity (IC), Omnibus (L) et Heure de pointe (P).

## Situation ferroviaire
Établie à 13 mètres d'altitude, la gare de Wetteren est située au point kilométrique (PK) 43,295 de la ligne 50, de Bruxelles-Nord à Gand-Saint-Pierre, entre les gares de Schellebelle et de Kwatrecht.

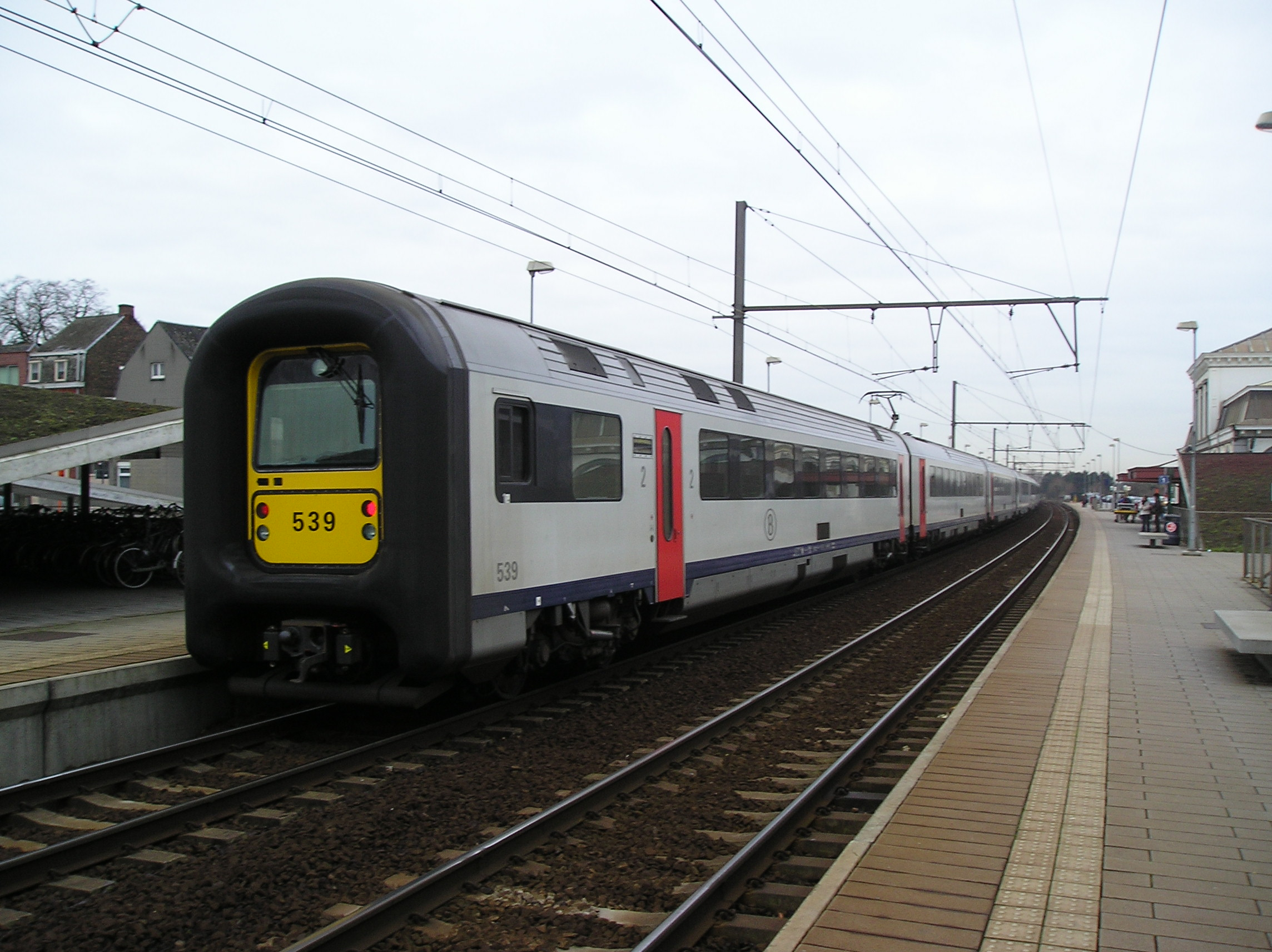
Intérieur de la gare.

## Histoire

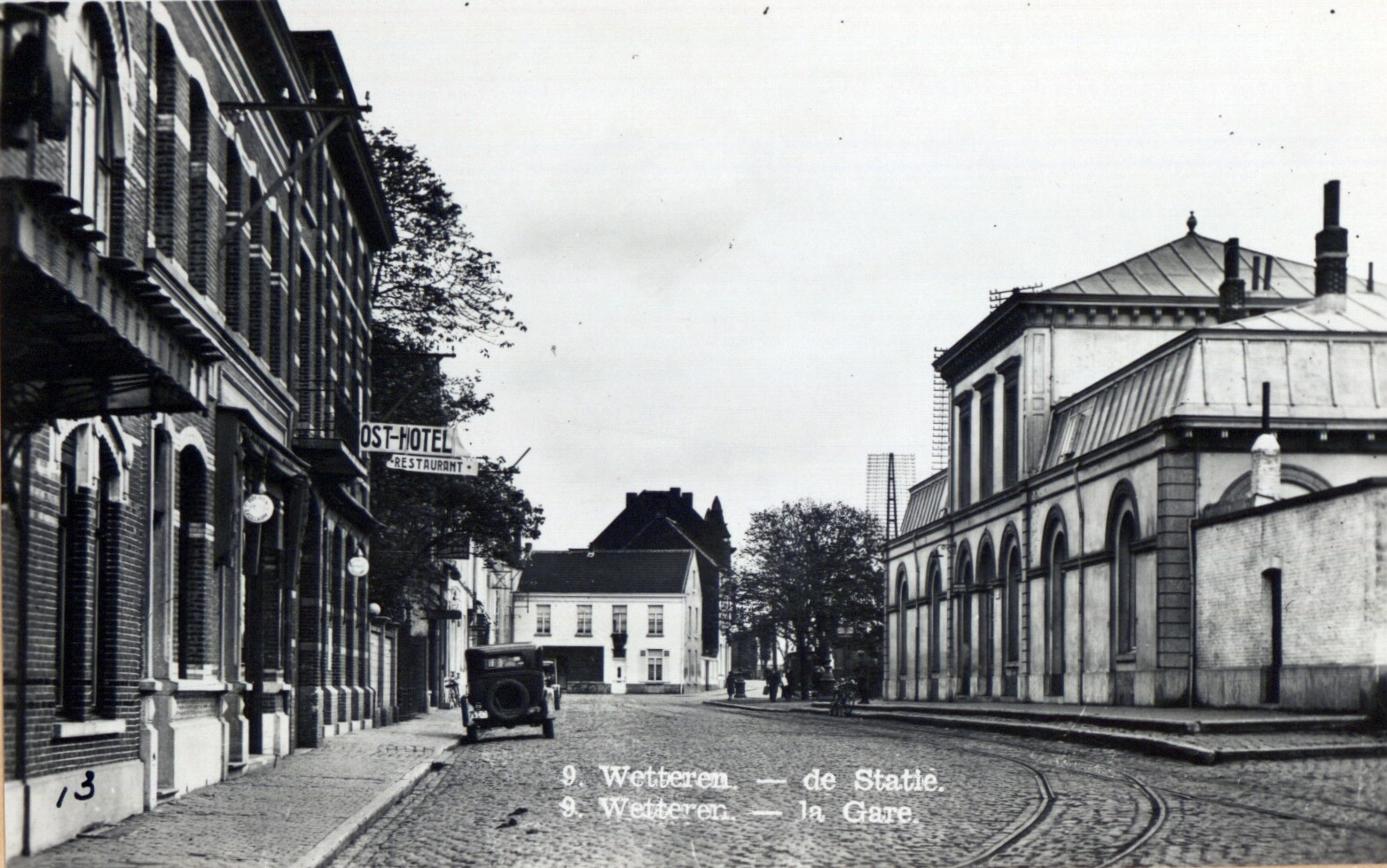
La gare (à droite), avant 1930.

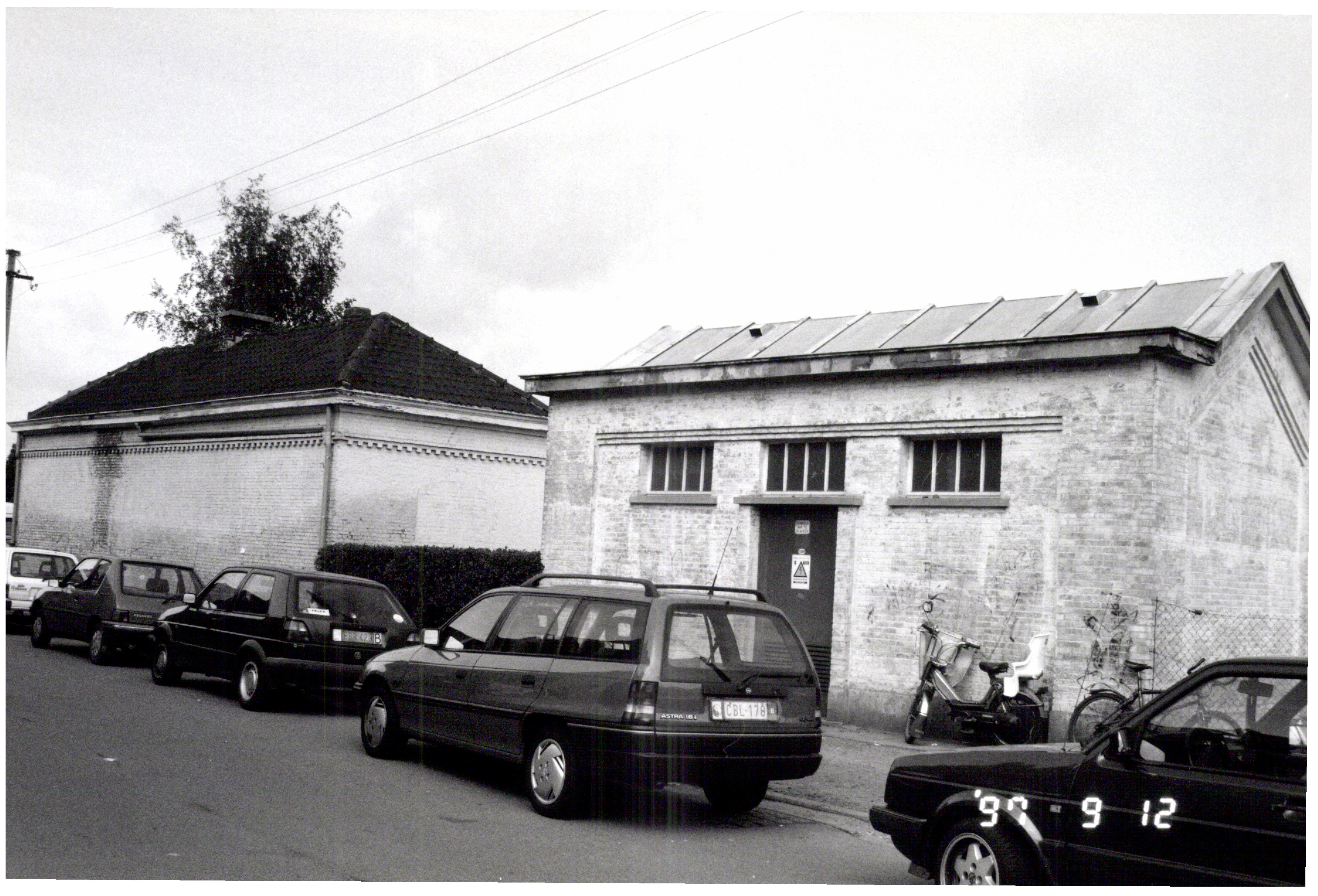
Lampisterie (à gauche) et local de service (à droite).

La « station de Wetteren », est mise en service le 15 septembre 1837 par l'administration des chemins de fer de l'État belge, lorsqu'elle ouvre à l'exploitation le tronçon de Schellebelle à Wetteren qui fait alors partie de la section de Termonde à Wetteren de la ligne de Malines à Gand. Une ligne plus directe de Bruxelles-Nord à Schellebelle (près de Wetteren) fut mise en service de 1855 à 1856.
En 1848, l'architecte Auguste Payen construit à Wetteren une petite gare néoclassique qui existe toujours : elle est constituée d'un corps central de trois travées à étage sous toiture à pavillon flanqué de deux ailes basses d'une travée sous toiture en appentis. Les travées du premier étage sont surmontées d’arcs en plein cintre tandis que celles à l’étage sont à linteau droit.
En 1882, cette gare sera agrandie avec un agrandissement des deux ailes basses qui restent symétriques et reçoivent une toiture mansardée. La loi du 21 mai 1854 accorde un crédit de 7 000 francs pour le hangar et le magasin des marchandises lequel sera bâti en 1860 ; cette halle aux marchandises visible sur d'anciennes cartes postales a disparu en 1984. En 1914, un bâtiment pavillon séparé est érigé pour servir de lampisterie, démoli après 1987 tout comme une grande cabine de signalisation qui datait de 1946. Il y eut également la construction d’un abri de quai en briques coiffé d'un fronton ; datant de 1906, cet abri existe toujours.
La gare est classée et son bâtiment a retrouvé son lustre passé à l'occasion d'une rénovation en 2009.

## Service des voyageurs

### Accueil
Gare SNCB, elle dispose d'un bâtiment voyageurs, avec guichets, ouvert tous les jours. Elle est équipée d'automates pour l'achat de titres de transport. Des aménagements, équipements et services sont disponibles pour les personnes à la mobilité réduite.
La traversée des voies et le passage d'un quai à l'autre s'effectuent par un passage souterrain.

### Desserte
Wetteren est desservie par des trains InterCity (IC), Omnibus (L), Heure de pointe (P) et Touristiques (T) de la SNCB (voir brochures SNCB des lignes 50 et 53).

#### Semaine
La desserte régulière comprend :
- des trains IC-20 entre Gand-Saint-Pierre et Tongres ou Hasselt (via Bruxelles) ;
- des trains IC-21 entre Gand-Saint-Pierre et Louvain (via Malines) ;
- des trains IC-29 entre Gand-Saint-Pierre et Landen (via Bruxelles) ;
- des trains L entre Malines et Zeebrugge-Dorp (ou Zeebrugge-Strand pendant les vacances).

Il existe également uun unique train P qui relie Gand-Saint-Pierre et Alost le matin ; trois aller-retours de trains P entre Gand-Saint-Pierre et Schaerbeek et une paire de trains P entre Gand-Saint-Pierre et Termonde. 
Pendant les vacances, une paire de trains T circule entre Neerpelt et Blankenberge.

#### Week-ends et jours fériés
La desserte comprend des trains IC-20 entre Gand-Saint-Pierre et Lokeren (via Bruxelles) ; des trains IC-29 entre La Panne et Landen et des trains L entre Courtrai et Malines.
Un unique train P circule le dimanche soir en période scolaire de Poperinge à Sint-Joris-Weert (près de Louvain) et, pendant les vacances, on retrouve une paire de trains T entre Turnhout et Blankenberge et une paire de trains T entre Neerpelt et Blankenberge.

### Intermodalité
Un parc pour les vélos et un parking sont aménagés à ses abords.

## Comptage voyageurs
Ce graphique et tableau montre le nombre de voyageurs embarquant en moyenne durant la semaine, le samedi et le dimanche.
| Nombre de passagers qui embarquent à la gare de Wetteren | Nombre de passagers qui embarquent à la gare de Wetteren | Nombre de passagers qui embarquent à la gare de Wetteren | Nombre de passagers qui embarquent à la gare de Wetteren |
|                                                          | Semaine                                                  | Samedi                                                   | Dimanche                                                 |
| -------------------------------------------------------- | -------------------------------------------------------- | -------------------------------------------------------- | -------------------------------------------------------- |
| 1977                                                     | 2 171                                                    | 498                                                      | 418                                                      |
| 1978                                                     | 2 265                                                    | 487                                                      | 374                                                      |
| 1979                                                     | 2 351                                                    | 456                                                      | 399                                                      |
| 1980                                                     | 2 230                                                    | 459                                                      | 429                                                      |
| 1981                                                     | 2 241                                                    | 464                                                      | 433                                                      |
| 1982                                                     | 2 073                                                    | 437                                                      | 298                                                      |
| 1983                                                     | 2 027                                                    | 437                                                      | 313                                                      |
| 1984                                                     | 2 177                                                    | 467                                                      | 369                                                      |
| 1985                                                     | 2 235                                                    | 554                                                      | 448                                                      |
| 1986                                                     | 2 146                                                    | 459                                                      | 407                                                      |
| 1987                                                     | 2 115                                                    | 431                                                      | 492                                                      |
| 1988                                                     | 2 162                                                    | 387                                                      | 394                                                      |
| 1989                                                     | 2 001                                                    | 455                                                      | 352                                                      |
| 1990                                                     | 2 187                                                    | 514                                                      | 473                                                      |
| 1991                                                     | 2 233                                                    | 566                                                      | 477                                                      |
| 1992                                                     | 2 297                                                    | 482                                                      | 439                                                      |
| 1993                                                     | 2 530                                                    | 406                                                      | 441                                                      |
| 1994                                                     | 1 957                                                    | 569                                                      | 398                                                      |
| 1995                                                     | 1 885                                                    | 443                                                      | 450                                                      |
| 1996                                                     | 2 265                                                    | 615                                                      | 537                                                      |
| 1997                                                     | 2 130                                                    | 547                                                      | 435                                                      |
| 1998                                                     | 2 174                                                    | 593                                                      | 462                                                      |
| 1999                                                     | 2 049                                                    | 585                                                      | 398                                                      |
| 2000                                                     | 2 010                                                    | 740                                                      | 548                                                      |
| 2001                                                     | 2 228                                                    | 590                                                      | 410                                                      |
| 2002                                                     | 2 006                                                    | 778                                                      | 602                                                      |
| 2003                                                     | 1 979                                                    | 630                                                      | 519                                                      |
| 2004                                                     | 2 071                                                    | 606                                                      | 495                                                      |
| 2005                                                     | 2 140                                                    | 700                                                      | 505                                                      |
| 2006                                                     | 2 073                                                    | 768                                                      | 530                                                      |
| 2007                                                     | 2 345                                                    | 708                                                      | 710                                                      |
| 2008                                                     | -                                                        | -                                                        | -                                                        |
| 2009                                                     | 2 225                                                    | 919                                                      | 668                                                      |
| 2010                                                     | -                                                        | -                                                        | -                                                        |
| 2011                                                     | -                                                        | -                                                        | -                                                        |
| 2012                                                     | 2 401                                                    | 875                                                      | 774                                                      |
| 2013                                                     | 2 396                                                    | 797                                                      | 787                                                      |
| 2014                                                     | 2 842                                                    | 822                                                      | 901                                                      |
| 2015                                                     | 2 499                                                    | 609                                                      | 555                                                      |
| 2016                                                     | 2 400                                                    | 795                                                      | 754                                                      |
| 2017                                                     | 2 599                                                    | 891                                                      | 884                                                      |
| 2018                                                     | 2 489                                                    | 939                                                      | 832                                                      |
| 2019                                                     | 2 535                                                    | 930                                                      | 827                                                      |
| 2020                                                     | 1 560                                                    | 651                                                      | 637                                                      |
| 2021                                                     | -                                                        | -                                                        | -                                                        |
| 2022                                                     | 2 361                                                    | 1 123                                                    | 1 041                                                    |
| 2023                                                     | 2 712                                                    | 808                                                      | 666                                                      |
| 2024                                                     | 2 483                                                    | 1 146                                                    | 1 021                                                    |

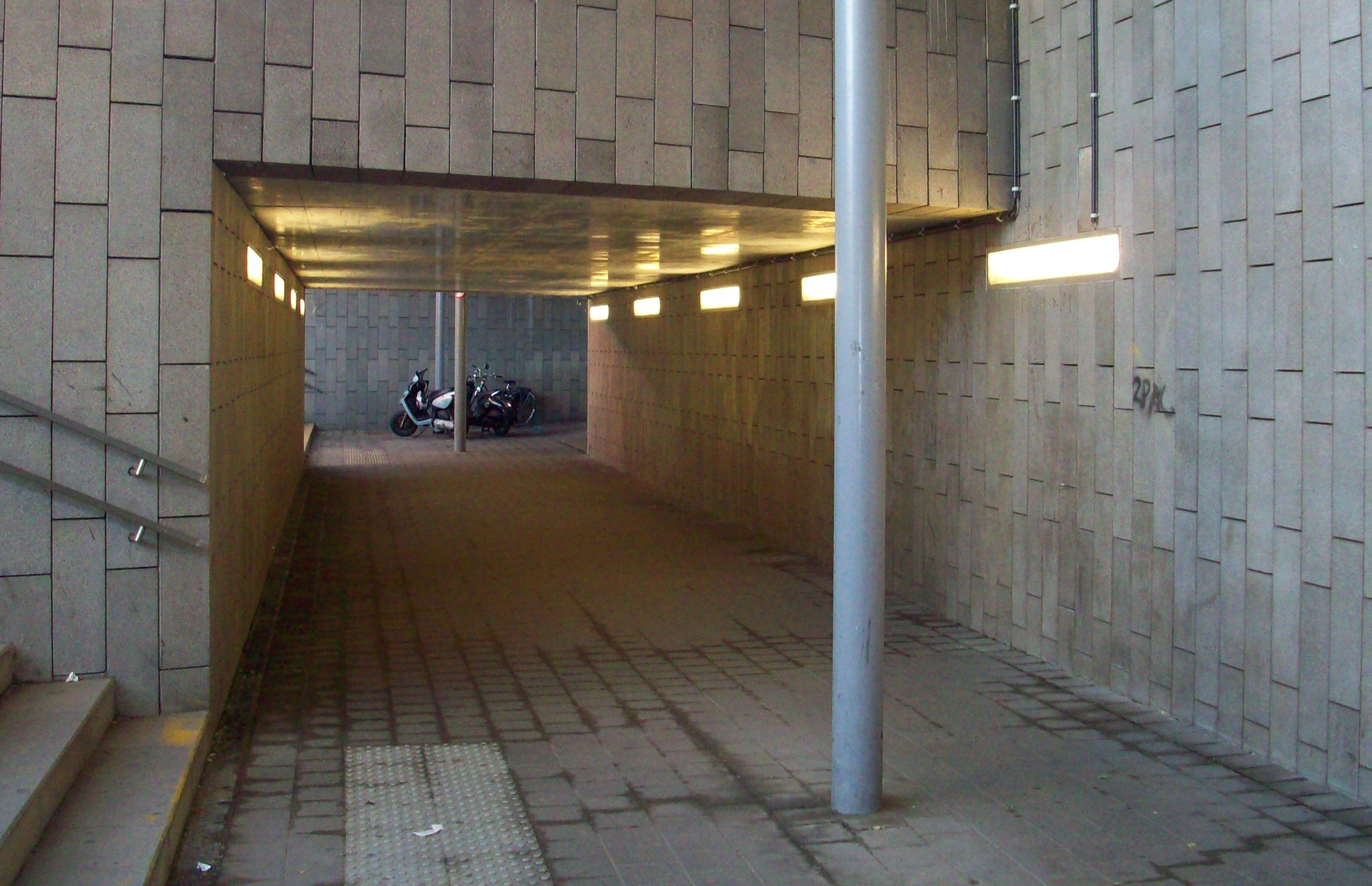
Passage souterrain.
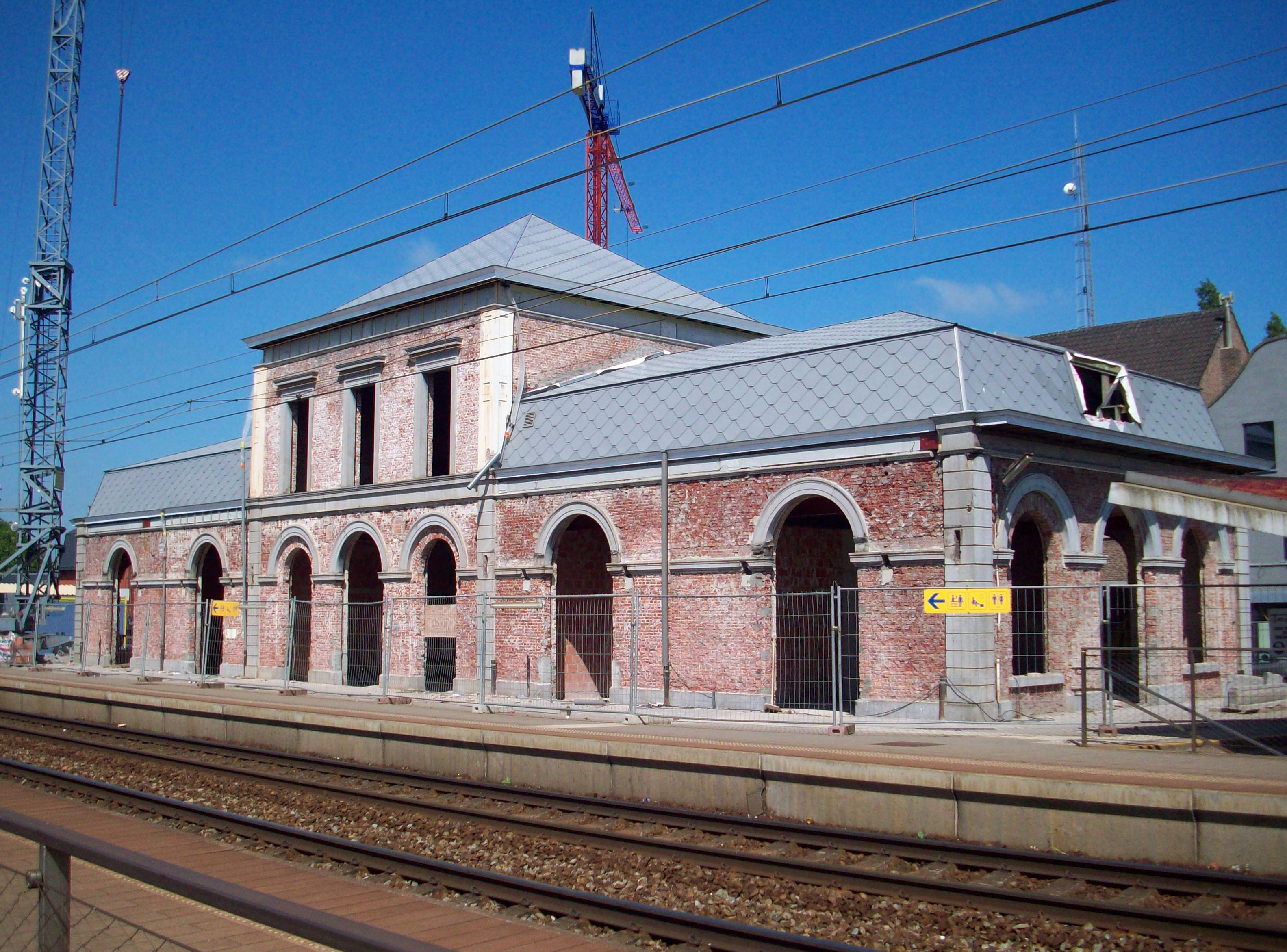
Bâtiment en restauration.